# ان‌جی‌سی ۳۸۳
ان‌جی‌سی ۳۸۳ (انگلیسی: NGC 383) نام یک کهکشان در صورت فلکی ماهی است.